# Hastina pluristrigata
Hastina pluristrigata là một loài bướm đêm trong họ Geometridae.